# ロージー・スティーヴンソン＝グッドナイト
ロージー・スティーヴンソン＝グッドナイト (Rosie Stephenson-Goodknight) は、Rosiestepという利用者名で活動するアメリカ人ウィキペディア編集者。
女性の人物項目を質・量共に向上させることによってウィキペディアにおけるジェンダーバイアスを是正しようとしたことで知られる。数千もの項目を執筆し、2016年にウィキペディアン・オブ・ザ・イヤーを受賞した。

## 背景
スティーヴンソン＝グッドナイトはセルビア人の子孫で、ユーゴスラビア女性大学協会の会長を務めた女性活動家パウリナ・レブル＝アルバラの孫にあたる 。祖父のダヴィド・アルバラはシオニズムの指導者で、ベオグラードにおけるセファルディムのコミュニティの代表を務めた。スティーヴンソン＝グッドナイトは若いころから世界文化に強い興味を示したが、人類学に進むことを父が許さず、代わりに経営学修士を取得した。
スティーヴンソン＝グッドナイトは企業経営者としてネヴァダ州ラスベガスで働いており、カリフォルニア州ネヴァダシティに居住している。

## ウィキペディアの編集

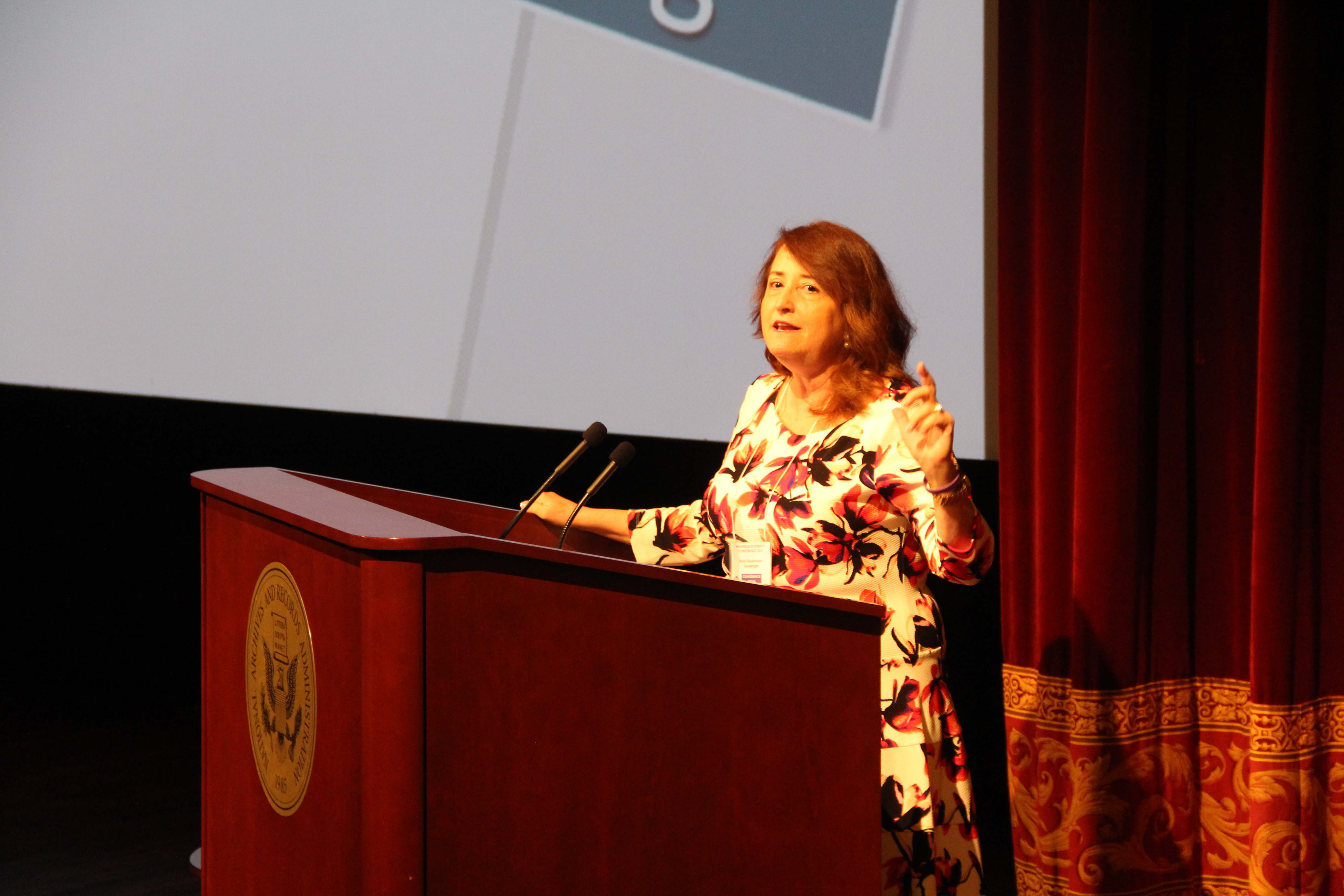
2016年のウィキメディア・ダーバーシティ・カンファレンスで講演するスティーヴンソン＝グッドナイト

スティーヴンソン＝グッドナイトは2007年にウィキペディアの編集を始めた。スティーヴンソン＝グッドナイトの息子が、自らが平和部隊として働いているウクライナの街についての記事を編集しており、彼がスティーヴンソン＝グッドナイトにウィキペディアは誰でも編集することが出来るということを教えた。彼女はその年にBook League of Americaが発行した出版物を見て、ウィキペディアが情報源としている者との差を見つけたことから、ウィキペディアの編集に参加し始めた。彼女はマーガレット・ミードに影響を受け、ウィキペディアが人類学の知識を伝達する良い水路であると考えるに至った。
あなたたちの中には私が心からの文化人類学者であることを知っている人もいるでしょう。私はマーガレット・ミードの歩いた道に続き、マーガレットのようにバーナード（私の母の母校）で文化人類学を学びたかった。マーガレットのようにパプア・ニューギニアを旅して、その人々について調査したかった。しかし私の父は人類学を専攻することに「ノー」と言ったのです。彼は私に大学でもっと実用的なものを学ばせたかった。だから、何年もたった今になって私は、ゴアリバリ島とその食人慣習に関する記事を書いて、アマチュア文化人類学者としての人生を送っているのです。実用的でない夢を持つすべての女の子たち、この記事はあなたたちのためのものです。
スティーヴンソン＝グッドナイトは地理学や建築の項目、各種の人物伝記を数年にわたって立項したが、最近ではそれらよりも女性の人物伝記に注力した。
2013年、スティーヴンソン＝グッドナイトは3000以上の項目を立項し、そのうち1000項目以上が "Did you know?" （多くの言語のウィキペディアに存在する特集項目欄で、英語版のFour Awardの一つ）に選出されていることからイギリスの「ハフィントン・ポスト」で特集された。2016年時点で、彼女がは4000項目以上を新規に立項し、100000回以上の編集を行っている。同年にはサンフランシスコで開催されたウィキペディア15周年式典の司会を務め、またウィキペディアの内容のジェンダーギャップについての発表をした。

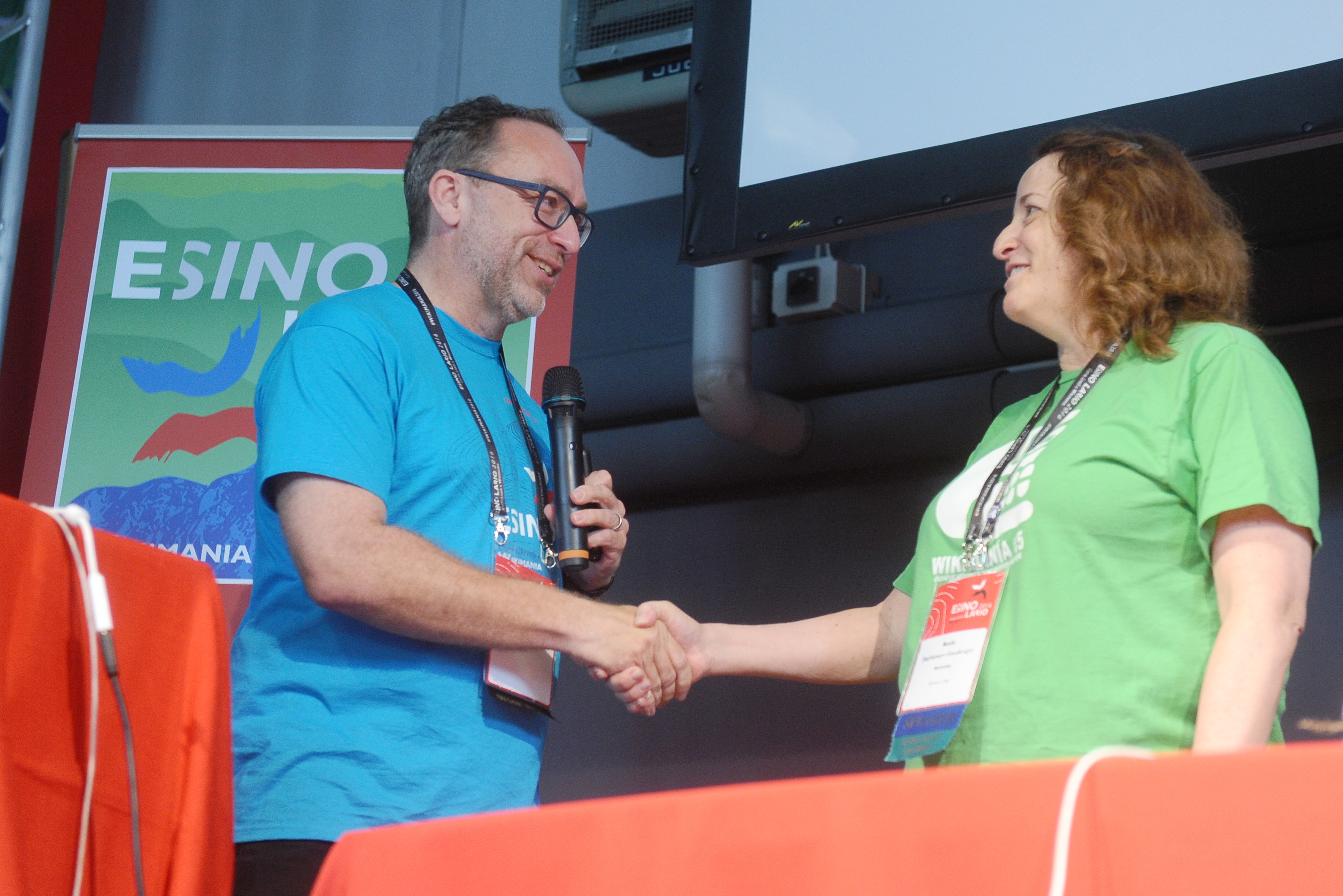
ジミー・ウェールズと並ぶスティーヴンソン＝グッドナイト（ウィキマニア2016にて）

2016年のウィキペディアン・オブ・ザ・イヤーはスティーヴンソン＝グッドナイトとエミリー・テンプル＝ウッドに授与された。受賞時に、彼女の書いた項目のうち1300項目以上が "Did you Know?" に選出されていると言及された 。また、彼女はウィキプロジェクト女性著述家(英語版)・女性(英語版)・Women in Red（項目未立項＝赤リンクになっている女性に関するウィキプロジェクト 英語版）の共同創始者である。これらのプロジェクトによってウィキペディアの女性関連記事の割合が15.5%から16.35%に増大した。彼女は、アート＋フェミニズムウィキペディアエディタソンのような関連プロジェクトにも参加している。
スティーヴンソン＝グッドナイトは典型的な男性の人物記事が同一領域の女性の人物記事に比べて5倍の長さがあることを引きつつ、伝統的な百科事典のもつ系統的バイアス(systemic bias)に注目する 。彼女は、まさに検索せんとする人々に提供される、強い人物伝を書くに足る情報が存在すると信じている 。また、彼女は女性はウィキペディアに大い貢献できる可能性があることを示し、「ウィキペディアが求めているのは特有の興味と適正をもつ女性編集者たるあなたと talkpage toneです。あなた抜きには、ジェンダー不均衡と系統的バイアスはウィキペディアに残り続けるでしょう」と説明している。